# Olympische Zwischenspiele 1906/Teilnehmer (Österreich)
| Gelbes Symbol für Goldmedaillen mit stilisierten Olympischen Ringen | Graues Symbol für Silbermedaillen mit stilisierten Olympischen Ringen | Braundes Symbol für Bronzemedaillen mit stilisierten Olympischen Ringen |
| ------------------------------------------------------------------- | --------------------------------------------------------------------- | ----------------------------------------------------------------------- |
| 3                                                                   | 3                                                                     | 3                                                                       |

Österreich nahm an den Olympischen Zwischenspielen 1906 in Athen, Griechenland, mit 31 Sportlern teil. Dabei konnten die Athleten drei Gold-, drei Silber- und drei Bronzemedaillen gewinnen.

## Medaillen

### Medaillenspiegel
| Rang   | Sportart       | Gold | Silber | Bronze | Gesamt |
| ------ | -------------- | ---- | ------ | ------ | ------ |
| 1      | Gewichtheben   | 2    | 1      | —      | 3      |
| 2      | Ringen         | 1    | 2      | 1      | 3      |
| 3      | Schwimmen      | 1    | —      | 1      | 1      |
| 4      | Wasserspringen | —    | —      | 1      | 1      |
| Gesamt | Gesamt         | 3    | 3      | 3      | 9      |

### Medaillengewinner
| Name/n           | Sportart       | Wettkampf                  |
| ---------------- | -------------- | -------------------------- |
| Gold             |                |                            |
| Josef Steinbach  | Gewichtheben   | Einarmig, links und rechts |
| Rudolf Watzl     | Ringen         | Leichtgewicht              |
| Otto Scheff      | Schwimmen      | 400 m Freistil             |
| Robert Fein      | Gewichtheben   | Leichtgewicht              |
| Silber           |                |                            |
| Josef Steinbach  | Gewichtheben   | Beidarmig                  |
| Rudolf Lindmayer | Ringen         | Mittelgewicht              |
| Henri Baur       | Ringen         | Schwergewicht              |
| Bronze           |                |                            |
| Rudolf Watzl     | Ringen         | Offene Klasse              |
| Otto Scheff      | Schwimmen      | 1 Meile (1609 m) Freistil  |
| Otto Satzinger   | Wasserspringen | Turmspringen               |

## Teilnehmer nach Sportarten

### Fechten
| Athleten           | Wettbewerb               | Rang     |
| ------------------ | ------------------------ | -------- |
| Martin Harden      | Florett Einzel           | 4        |
| Otto Herschmann    | Säbel Einzel (3 Treffer) | Vorrunde |
| Ernst Königsgarten | Florett Einzel           | Vorrunde |
| Ernst Königsgarten | Degen Einzel             | Vorrunde |
| Ernst Königsgarten | Säbel Einzel (1 Treffer) | Vorrunde |
| Ernst Königsgarten | Säbel Einzel (3 Treffer) | Vorrunde |

### Gewichtheben
| Athleten        | Wettbewerb                 | Gewicht  | Rang   |
| --------------- | -------------------------- | -------- | ------ |
| Josef Steinbach | Einarmig, links und rechts | 73,75 kg | Gold   |
| Josef Steinbach | Beidarmig                  | 136,5 kg | Silber |

### Leichtathletik

#### Laufen und Gehen
| Athleten            | Wettbewerb        | Vorlauf | Vorlauf | Halbfinale    | Halbfinale    | Finale        | Finale        |
| Athleten            | Wettbewerb        | Zeit    | Rang    | Zeit          | Rang          | Zeit          | Rang          |
| ------------------- | ----------------- | ------- | ------- | ------------- | ------------- | ------------- | ------------- |
| Herren              |                   |         |         |               |               |               |               |
| Gustav Krojer       | 100 m             | k. A.   | 3       | ausgeschieden | ausgeschieden | ausgeschieden | ausgeschieden |
| Felix Kwieton       | 1500 m            | k. A.   | k. A.   | ausgeschieden | ausgeschieden | ausgeschieden | ausgeschieden |
| Felix Kwieton       | 5 Meilen (8047 m) | -       | -       | -             | -             | k. A.         | k. A.         |
| Felix Kwieton       | Marathon          | -       | -       | -             | -             | k. A.         | k. A.         |
| Karl Lampelmayer    | 100 m             | k. A.   | k. A.   | ausgeschieden | ausgeschieden | ausgeschieden | ausgeschieden |
| Karl Lampelmayer    | 400 m             | k. A.   | 4       | ausgeschieden | ausgeschieden | ausgeschieden | ausgeschieden |
| Robert Schöffthaler | 100 m             | k. A.   | 4       | ausgeschieden | ausgeschieden | ausgeschieden | ausgeschieden |
| Robert Schöffthaler | 110 m Hürden      | k. A.   | k. A.   | ausgeschieden | ausgeschieden | ausgeschieden | ausgeschieden |
| Eugen Spiegler      | 1500 m Bahngehen  | -       | -       | -             | -             | DSQ           | DSQ           |
| Eugen Spiegler      | 3000 m Bahngehen  | -       | -       | -             | -             | DSQ           | DSQ           |

#### Werfen und Springen
| Athleten         | Wettbewerb                     | Weite/Höhe | Rang  |
| ---------------- | ------------------------------ | ---------- | ----- |
| Herren           |                                |            |       |
| Henri Baur       | Diskuswurf (griechischer Stil) | k. A.      | k. A. |
| Gustav Krojer    | Hochsprung                     | k. A.      | k. A. |
| Gustav Krojer    | Standhochsprung                | 1,125 m    | 9     |
| Gustav Krojer    | Weitsprung                     | 5,65 m     | 18    |
| Gustav Krojer    | Standweitsprung                | 2,57 m     | 24    |
| Gustav Krojer    | Dreisprung                     | 11,985 m   | 15    |
| Leopold Lahner   | Kugelstoßen                    | k. A.      | k. A. |
| Leopold Lahner   | Steinstoßen                    | k. A.      | k. A. |
| Karl Lampelmayer | Weitsprung                     | 5,385 m    | 23    |
| Karl Lampelmayer | Dreisprung                     | ogV        | ogV   |
| Theodor Scheidl  | Hochsprung                     | k. A.      | k. A. |
| Theodor Scheidl  | Standhochsprung                | DSQ        | DSQ   |
| Theodor Scheidl  | Standweitsprung                | 2,775 m    | 13    |
| Theodor Scheidl  | Diskuswurf (griechischer Stil) | k. A.      | k. A. |
| Franz Solar      | Kugelstoßen                    | k. A.      | k. A. |
| Franz Solar      | Steinstoßen                    | k. A.      | k. A. |
| Josef Wittmann   | Diskuswurf (griechischer Stil) | k. A.      | k. A. |
| Josef Wittmann   | Kugelstoßen                    | k. A.      | k. A. |
| Josef Wittmann   | Steinstoßen                    | k. A.      | k. A. |

### Mehrkampf
| Athlet          | Disziplin | Standweitsprung | Diskuswurf (griechischer Stil) | Speerwurf | Stadionlauf   | Ringen        | Rang |
| --------------- | --------- | --------------- | ------------------------------ | --------- | ------------- | ------------- | ---- |
| Henri Baur      | Fünfkampf | 11              | 16                             | 24        | ausgeschieden | ausgeschieden | 20   |
| Gustav Krojer   | Fünfkampf | 12              | 24                             | 20        | ausgeschieden | ausgeschieden | 22   |
| Theodor Scheidl | Fünfkampf | 2               | 10                             | 21        | ausgeschieden | ausgeschieden | 9    |
| Franz Solar     | Fünfkampf | 26              | 23                             | 19        | ausgeschieden | ausgeschieden | 24   |

### Radsport
| Athleten                 | Wettbewerb                         | Rang     |
| ------------------------ | ---------------------------------- | -------- |
| Hans Holly               | Straßenrennen Einzel               | 8        |
| Hans Holly               | 1000 m Zeitfahren                  | Vorrunde |
| Hans Holly               | 333,33 m Zeitfahren (Bahnrunde)    | 17       |
| Hans Holly               | 5000 m Bahnfahren                  | Vorrunde |
| Hans Holly               | 20 km Bahnfahren mit Schrittmacher | 4        |
| Otto Meixner             | Straßenrennen Einzel               | 13       |
| Otto Meixner             | 1000 m Zeitfahren                  | Vorrunde |
| Otto Meixner             | 333,33 m Zeitfahren (Bahnrunde)    | 21       |
| Otto Meixner             | 5000 m Bahnfahren                  | Vorrunde |
| Konrad Puhrer            | Straßenrennen Einzel               | 9        |
| Konrad Puhrer            | 1000 m Zeitfahren                  | Vorrunde |
| Konrad Puhrer            | 333,33 m Zeitfahren (Bahnrunde)    | 13       |
| Konrad Puhrer            | 5000 m Bahnfahren                  | Vorrunde |
| Alois Wutte              | 1000 m Zeitfahren                  | Vorrunde |
| Alois Wutte              | 333,33 m Zeitfahren (Bahnrunde)    | 18       |
| Alois Wutte              | 5000 m Bahnfahren                  | DSQ      |
| Otto Meixner Alois Wutte | Tandem                             | Vorrunde |

### Ringen
| Athleten         | Wettbewerb    | Rang   |
| ---------------- | ------------- | ------ |
| Rudolf Watzl     | Leichtgewicht | Gold   |
| Rudolf Watzl     | Offene Klasse | Bronze |
| Henri Baur       | Schwergewicht | Silber |
| Rudolf Lindmayer | Mittelgewicht | Silber |

### Schießen
| Athleten            | Wettbewerb                                     | Rang |
| ------------------- | ---------------------------------------------- | ---- |
| Heinrich Hintermann | Freier Revolver (50 m)                         | 24   |
| Heinrich Hintermann | Militärrevolver (20 m, Modell des Jahres 1874) | 15   |
| Heinrich Hintermann | Militärrevolver (20 m)                         | 17   |
| Heinrich Hintermann | Scheibenpistole (20 m)                         | 17   |
| Heinrich Hintermann | Schnellfeuerpistole (25 m)                     | 16   |
| Heinrich Hintermann | Freies Gewehr, Einzel (300 m)                  | DNF  |
| Heinrich Hintermann | Militärgewehr (300 m)                          | 27   |
| Ludwig Ternajgo     | Freier Revolver (50 m)                         | 7    |
| Ludwig Ternajgo     | Militärrevolver (20 m, Modell des Jahres 1874) | 5    |
| Ludwig Ternajgo     | Militärrevolver (20 m)                         | 6    |
| Ludwig Ternajgo     | Scheibenpistole (20 m)                         | 5    |
| Ludwig Ternajgo     | Schnellfeuerpistole (25 m)                     | 8    |
| Ludwig Ternajgo     | Freies Gewehr, Einzel (300 m)                  | 18   |
| Ludwig Ternajgo     | Militärgewehr (200 m, Modell des Jahres 1874)  | 15   |
| Ludwig Ternajgo     | Militärgewehr (300 m)                          | 13   |

### Schwimmen
| Athleten                                               | Wettbewerb                | Rang   |
| ------------------------------------------------------ | ------------------------- | ------ |
| Edmond Bernhardt                                       | 1 Meile (1609 m) Freistil | DNF    |
| Leopold Mayer                                          | 1 Meile (1609 m) Freistil | 8      |
| Simon Orlik                                            | 1 Meile (1609 m) Freistil | 10     |
| Otto Scheff                                            | 400 m Freistil            | Gold   |
| Otto Scheff                                            | 1 Meile (1609 m) Freistil | Bronze |
| Edmond Bernhardt Leopold Mayer Simon Orlik Otto Scheff | 4 × 250 m Freistil        | DNF    |

### Tauziehen
| Athleten | Rang |
| --- | ---- |
| Rudolf Arnold Henri Baur Karl Höltl Leopold Lahner Rudolf Lindmayer Franz Solar Josef Steinbach Josef Wittmann | 4    |

### Wasserspringen
| Athleten       | Punkte | Rang   |
| -------------- | ------ | ------ |
| Otto Satzinger | 147,4  | Bronze |